# نوراگامی
نوراگامی (ژاپنی: ノラガミ هپبورن: Noragami) به معنای خدای سرگردان، یک مجموعه مانگا ژاپنی که توسط آداچی‌توکا نوشته و طراحی شده‌است، و به‌وسیلهٔ انتشارات کودانشا از ۶ دسامبر ۲۰۱۱ تا ۶ ژانویه ۲۰۲۴ در ماهنامه شونن به چاپ می‌رسید و فصل‌های آن تا فوریه ۲۰۲۳ در بیست و شش جلد تانکوبون جمع‌آوری شده‌اند. یک مجموعه تلویزیونی انیمه ۱۲ قسمتی به کارگردانی تامورا کوتارو، توسط استودیو بونز بر اساس نسخه مانگا دستمایه اقتباس قرار گرفت که برای اولین بار از ۵ ژانویه ۲۰۱۴ از شبکه توکیو ام‌ایکس پخش شده و تا ۲۳ مارس ۲۰۱۴ ادامه داشت. فصل دوم انیمه نیز با عنوان نوراگامی: آراگوتو به تعداد ۱۳ قسمت از اکتبر تا دسامبر ۲۰۱۵ پخش شد.

## داستان
در دنیایی مابین این جهان و جهانی دیگر، هشت میلیون ارواح مرده وجود دارند که به خدایان خدمت کرده و سعی در کمک کردن در زندگی انسان‌ها دارند. یاتو خدایی کوچک است که حتی فاقد یک زیارتگاه می‌باشد. برای ساختن معبدی مختص به خود، او شماره تلفن همراه خود را بر روی دیوار، سرویس بهداشتی یا حمام مراکز شهر نوشته و مردم را آگاه می‌کند که در ازای پرداخت ۵ ین آن‌ها را در حل مشکلاتشان یاری خواهد کرد. در این بین یک دختر مدرسه‌ای به نام هیوری ایکی، که زورگویی‌های همکلاسی‌هایش را تحمل می‌کند، برای نجات جان یک غریبه دچار تصادف اتوبوس می‌شود. این حادثه باعت می‌شود تا روح او مدام از بدنش خارج شود، و متوجه می‌شود بجز دنیای فانی (دنیای انسان‌ها) جهان‌های موازی دیگری نیز وجود دارد. او از شدت ناراحتی برای گریه کردن خود را به سرویس بهداشتی می‌رساند. بر روی دیوار شماره تلفن و پیامی را مشاهده می‌کند که نوشته شده: «من مشکلات شما رو حل خواهم کرد». وقتی هیوری با شماره تماس می‌گیرد با یک پسر بیکار که خودش را خدا معرفی می‌کند مواجه می‌شود و…..